# 엔비디아 섀도플레이
엔비디아 섀도플레이(Nvidia ShadowPlay)는 엔비디아의 지포스 경험 및 엔비디아 앱 소프트웨어의 일부로 제공되는 하드웨어 가속 화면 녹화 유틸리티이다. 2013년에 출시되었으며, 연속 버퍼를 녹화하도록 구성할 수 있어 사용자가 소급하여 비디오를 저장할 수 있다. 섀도플레이는 엔비디아 GTX 600 시리즈 카드 이상에서 지원된다.

## 기술적 세부사항
섀도플레이는 두 가지 캡처 방법인 프레임 버퍼 캡처(NVFBC)와 인밴드 프레임 리드백(NVIFR)을 사용할 수 있다. NVFBC는 전체 화면 모드에서 사용된다. NVIFR은 전체 프레임 버퍼 대신 단일 창을 캡처할 수 있도록 한다.
섀도플레이가 프레임을 캡처하면, 전용 GPU 하드웨어 가속 H.264 비디오 인코더를 사용하여 최대 4K 해상도로 130 Mbit/s의 속도로 인코딩하며, 시스템의 나머지 부분에 미치는 성능 영향이 미미하다. 비트레이트는 수동으로 설정할 수 있으며, 사용 가능한 범위는 사용자 화면 해상도에 따라 달라진다.

## 출시
엔비디아 섀도플레이는 엔비디아 실드 TV의 하드웨어 가속 화면 녹화 유틸리티에서 시작되었다. 엔비디아 실드와 같은 시기(2013년 6월)에 출시될 예정이었으나 연기되어 2013년 여름에 출시될 예정이었지만 다시 연기되었다. 9월 20일, 엔비디아 포럼 담당자가 지포스 포럼에 스레드를 게시하여 비디오 형식 문제로 인해 제품이 지연되고 있다고 밝혔다. 2013년 10월 28일 331.65 드라이버의 공개 베타 버전으로 출시되었다.